# Simeonov Island
Simeonov Island  (englisch; bulgarisch Симеонов остров Simeonow ostrow) ist eine in nord-südlicher Ausrichtung 850 m lange, 390 m breite und felsige Insel im Archipel der Südlichen Orkneyinseln. Sie liegt östlich der Slanchev Bryag Cove vor der Südküste von Coronation Island. Der Saunders Point bildet ihren südlichen Ausläufer.
Britische Wissenschaftler kartierten sie 1963, doch erst durch den Gletscherrückgang zu Beginn des 21. Jahrhunderts wurde sie freigelegt. Die bulgarische Kommission für Antarktische Geographische Namen benannte sie 2019 nach Kapitän Anastas Simeonow (1929–2003), von 1976 bis 1982 Direktor der Gesellschaft Ocean Fisheries in Burgas, deren Fangflotte von den frühen 1970er Jahren bis in die frühen 1990er Jahre in den Gewässern um Südgeorgien, um die Kerguelen, um die Südlichen Orkneyinseln und die Südlichen Shetlandinseln sowie um die Antarktische Halbinsel operiert hatte.